# ضابط
كلمة ضابط لها عدة دلالات، وجمعها ضباط. قد تعني «مرتبة في الجيش والشرطة» أو تعني «قائد» كذلك تعني «حازم» أو «قوي شديد».

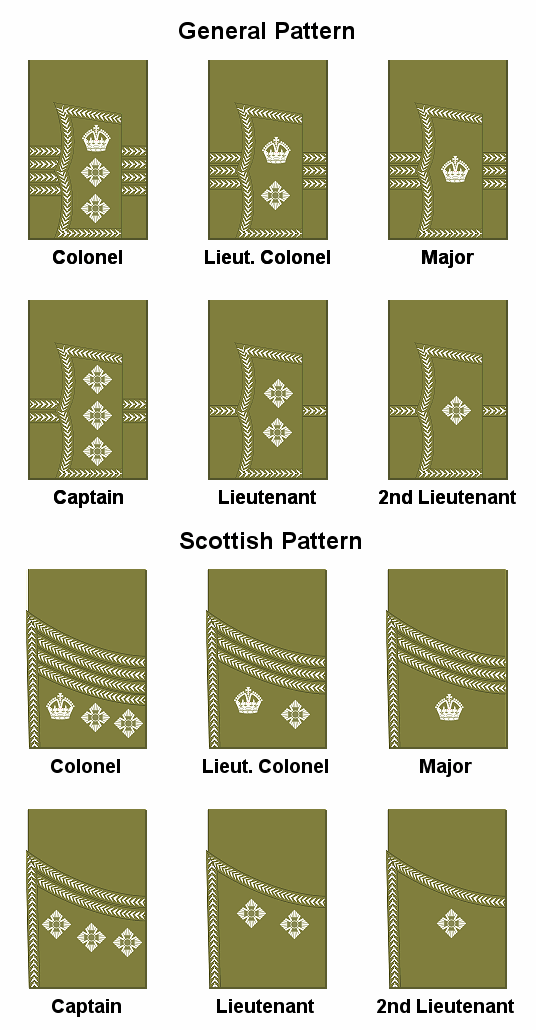
British officer rank ww1

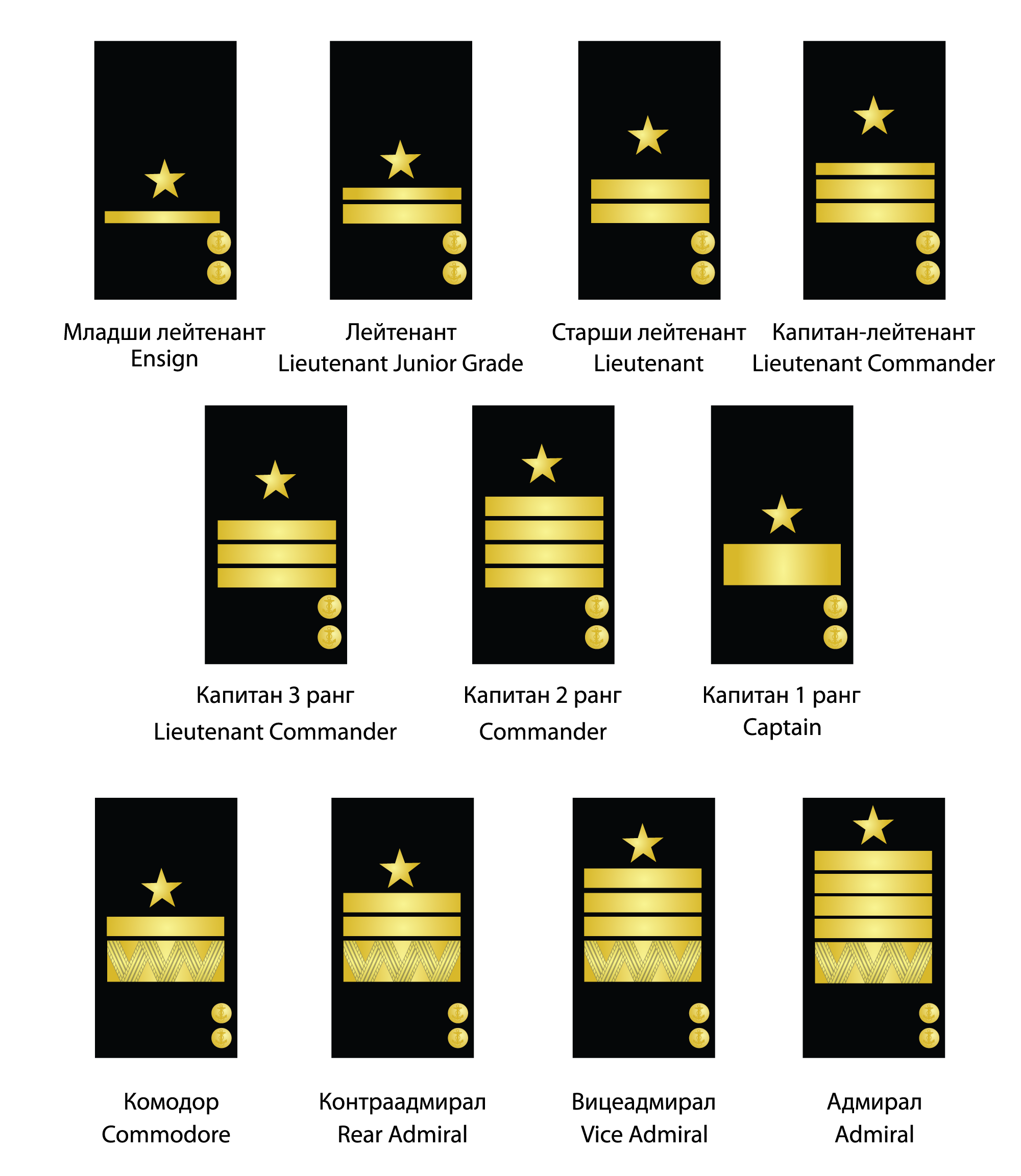
Commissioned Officer Rank Structure of the Bulgarian Navy - sleeve insignia

## الجيش والشرطة
يأتي معنى ضابط، من الضبط وضبط الحال والتقيد والتحكم، وتسمية ضابط لا تطلق على رتبة معينة بل هي فئة تضم عدة رتب وتشمل جميع الضباط من أصغر رتبهم ملازم، إلى أعلى رتبهم فريق أول أو مشير.

### رتب الضباط
ملازم: ويضع نجمة واحدة على الكتف.
ملازم أول: ويضع نجمتان على الكتف.
نقيب: يضع ثلاث نجمات على الكتف.
رائد: وهذه الرتبة هي بداية وضع شعار الدولة أو الجمهورية أو المملكة، ففي الممالك يضع الضباط تاجاً لوحده، وفي الجمهوريات وغيرها مثل مصر والعراق يضع عقاب ذهبي.
مقدم: يضع شعار الدولة، عقاب ذهبي أو تاج، إضافةً إلى نجمة واحدة.
عقيد: يضع شعار الدولة بالإضافة إلى نجمتين.
عميد: يضع شعار الدولة بالإضافة إلى ثلاث نجمات.
لواء: يضع شعار الدولة وسيفين متقاطعين.
فريق: يضع شعار الدولة وسيفين بالإضافة إلى نجمة واحدة.
فريق أول: يضع شعار الدولة والسيفين بالإضافة إلى نجمتين.
مشير: ويوجد تسميات كثيرة لها مثل سردار في تركيا والهند وباكستان وبعض دول شرق آسيا الأخرى، ومهيب في العراق.. ويضع شعار الدولة وأغصان الزيتون.
دورة الأركان الحربية: وهي مخصصة للضباط المنتسبين للقوات المسلحة بداية من رتبة نقيب فما فوق، ويوجد أيضاً زمالة عسكرية أو دكتوراه في العلوم الحربية أو العسكرية وهذه للضباط من رتبة عقيد فما فوق.
ويعطى الضابط بدلاً عن هذه الشهادات في كل جيوش العالم.

## الإدارة
- ضابط إداري
- ضابط جودة